# محمد علي فطناسي
محمد علي فطناسي من أبرز لاعبي القوى التونسين في الألعاب البارالمبية الصيفية.

## مواضيع ذات علاقة
- تونس في الألعاب البارالمبية الصيفية 2000
- تونس في الألعاب البارالمبية